# Kaori Momoi
Kaori Momoi (jap. 桃井かおり Momoi Kaori; ur. 8 kwietnia 1952 w Tokio) – japońska aktorka.
Momoi w wieku 12 lat pojechała do Londynu, aby uczyć się tańca w Royal Ballet Academy. Po trzech latach wróciła do Tokio w celu dalszej nauki w Bungakuza School of Dramatic Arts. W 1971 Momoi zadebiutowała w filmie Kona Ichikawy Ai Futatabi. Był to początek jej trwającej 38 lat kariery, w czasie której zagrała w ponad 60 filmach.
Pracowała z takimi reżyserami, jak m.in.: Akira Kurosawa (Kagemusha, 1980), Tatsumi Kumashiro (Seishun no Satetsu, 1974), Yōji Yamada (The Yellow Handkerchief, 1977 i Otoko wa Tsuraiyo, 1979), Shōhei Imamura (Why Not?, 1981), Shunji Iwai (Swallowtail Butterfly, 1996), Jun Ichikawa (Tokyo Yakyoku, 1997), Mitani Koki (Raijo no Jikan, 1997), Yoshimitsu Morita (Like Asura, 2003) i Takashi Miike (IZO, Sukiyaki Western Django).
Zagrała także w The Sun (2005) Alexandra Sokurova i pojawiła się w filmie Roba Marshalla Wyznania gejszy (jako Mama).